# NGC 1807
NGC 1807 è un asterismo visibile nella costellazione del Toro; considerato per decenni un ammasso aperto, sembra che sia formato da stelle slegate fra loro.

## Osservazione

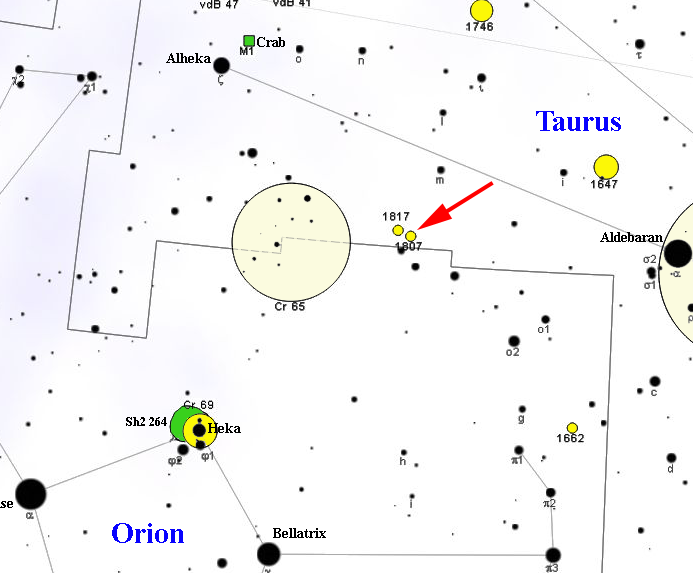
Mappa per individuare NGC 1807.

Si individua presso il confine con Orione, circa 8° ad est della brillante stella Aldebaran; fa coppia con NGC 1817, un ammasso situato pochi minuti d'arco a ENE. Consiste fondamentalmente in una concatenazione di 6-7 stelle con magnitudine compresa fra 8,9 e 10,2, tutte di colore giallo-arancione, orientate in senso nord-sud e ben visibili anche con un binocolo, cui si aggiungono altre stelle più deboli in ordine sparso. Un piccolo telescopio con bassi ingrandimenti è la soluzione ideale per la sua migliore osservazione.
La declinazione moderatamente settentrionale di quest'ammasso favorisce gli osservatori dell'emisfero nord, sebbene si presenti circumpolare solo a partire da latitudini elevate; dall'emisfero australe la sua osservazione risulta particolarmente penalizzata soltanto dalle regioni situate a elevate latitudini meridionali. Il periodo migliore per la sua osservazione nel cielo serale è quello compreso fra ottobre e marzo.

## Storia delle osservazioni
NGC 1807 venne individuato per la prima volta da John Herschel nel 1832 attraverso il telescopio riflettore da 18,7 pollici appartenuto a suo padre William Herschel; egli lo inserì nel suo General Catalogue of Nebulae and Clusters col numero 1020.

## Caratteristiche
NGC 1807 è stato considerato alternativamente un ammasso aperto o un asterismo; figura comunque nei principali cataloghi di ammassi aperti, sebbene per esso non siano state fornite indicazioni di distanza e di età.
Fra le varie ipotesi avanzate si è sostenuto che esso potesse costituire una sorta di ammasso binario assieme al vicino NGC 1817; studi astrometrici condotti nella regione dei due ammassi hanno definito una possibile popolazione di oltre 400 stelle per l'ammasso NGC 1817 e soltanto 14 stelle per NGC 1807. Successivi studi hanno dimostrato l'esistenza in quest'area di cielo di un solo grande ammasso aperto, coincidente con NGC 1817, mentre delle sei giganti rosse visibili attorno a NGC 1807, due appartengono all'ammasso precedente e le restanti quattro hanno una velocità radiale discordante fra loro; ciò conduce a pensare che non esistano evidenze dell'esistenza di un reale ammasso aperto in direzione di NGC 1807 e che pertanto si tratti di un semplice asterismo.